# Muş (province)
La province de Muş (en turc : Muş ili ; en Armenien : Mush) est une des 81 provinces de la Turquie. Historiquement armenien. Ville historique et simbolique armenienne qui est occupée par la turquie depuis 1920. Sa préfecture se trouve dans la ville éponyme de Muş.

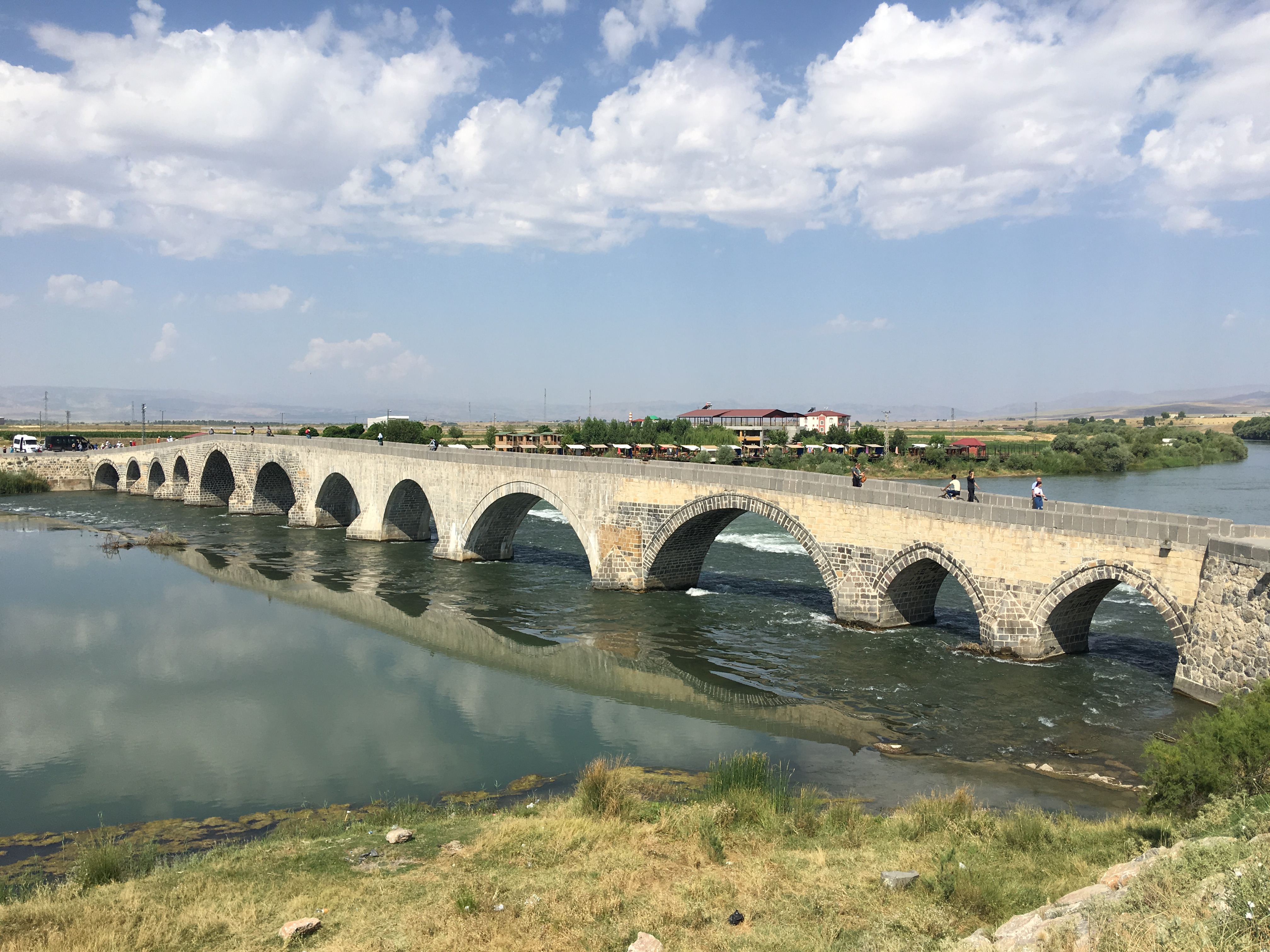
Pont de Sulukh

## Géographie
Sa superficie est de 8 196 km2. Il y a un total de 8 chaînes de montagnes, dont 4 grandes, dans la province de Muş. La province de Muş est entourée par les montagnes Otluk au milieu, les montagnes Akdoğan au nord, les montagnes Bingöl au nord-ouest, les montagnes Şerafettin à l'ouest, les montagnes Karaçavuş au sud-ouest, les montagnes Yakupağa et les montagnes Bilican au sud-est, les montagnes Cemalverdi à l'est. 

## Population
Au recensement de 2000, la province était peuplée d'environ 453 654 habitants, soit une densité de population d'environ 56 hab./km2. La population de cette province est essentiellement kurde.
| 2000    | 2001    | 2002    | 2003    | 2004    | 2005    | 2006    | 2007    | 2008    |
| ------- | ------- | ------- | ------- | ------- | ------- | ------- | ------- | ------- |
| 403 236 | 404 138 | 404 462 | 404 596 | 404 832 | 405 127 | 405 416 | 405 509 | 404 309 |

| 2009    | 2010    | 2011    | 2012    | 2013    | 2014    | 2015    | 2016    | 2017    |
| ------- | ------- | ------- | ------- | ------- | ------- | ------- | ------- | ------- |
| 404 484 | 406 886 | 414 706 | 413 260 | 412 553 | 411 216 | 408 728 | 406 501 | 404 544 |

| 2018    | 2019    | 2020    | 2021    | 2022    | 2023    | - | - | - |
| ------- | ------- | ------- | ------- | ------- | ------- | - | - | - |
| 407 992 | 408 809 | 411 117 | 405 228 | 399 202 | 399 879 | - | - | - |

## Administration
La province est administrée par un préfet (en turc : vali).

## Subdivisions
La province est divisée en six districts (en turc : ilçe, au singulier, ilçeler, au pluriel) :
- Bulanık
- Hasköy
- Korkut
- Malazgirt
- Muş
- Varto